# Deadwood: The Movie
Deadwood: The Movie é um telefilme de drama norte-americano dirigido por Daniel Minahan e escrito por David Milch para a HBO, estreada em 31 de maio de 2019. Estrelado por Timothy Olyphant, Ian McShane, Molly Parker, Paula Malcomson, John Hawkes e Gerald McRaney, dá continuidade à série homônima finalizada em 2006.

## Elenco
- Timothy Olyphant como Seth Bullock
- Ian McShane como Al Swearengen
- Molly Parker como Alma Ellsworth
- Paula Malcomson como Trixie
- W. Earl Brown como Dan Dority
- Dayton Callie como Charlie Utter
- Kim Dickens como Joanie Stubbs
- Brad Dourif como Doc Cochran
- Anna Gunn como Martha Bullock
- John Hawkes como Sol Star
- Gerald McRaney como Senator George Hearst
- Leon Rippy como Tom Nuttall
- William Sanderson como E. B. Farnum
- Robin Weigert como Calamity Jane
- Brent Sexton como Harry Manning
- Sean Bridgers como Johnny Burns
- Geri Jewell como Jewel
- Jeffrey Jones como A. W. Merrick
- Franklyn Ajaye como Samuel Fields
- Keone Young como Mr. Wu
- Peter Jason como Con Stapleton
- Cleo King como Aunt Lou
- Tony Curran como James Smith
- Jade Pettyjohn como Caroline Woolgarden
- Lily Keene como Sofia Ellsworth
- Don Swayze como Dennis Seacrest
- Alan Ko como Mengyao
- Luke Patrick Dodge como Stanley Bullock
- Noelle E Parker como Margaret Bullock
- Leticia Lagutenko como Florence Bullock

## Recepção crítica
No Metacritic, o filme conta com uma nota 87 de 100 pontos, baseada em 27 críticas, que indicam "aclamação universal". No agregador de avaliações Rotten Tomatoes, a obra tem aprovação de 97% com base em 74 avaliações e aprovação média de 8,42 de 10.